# Port lotniczy Wiedeń-Schwechat
Port lotniczy Wiedeń-Schwechat (niem. Flughafen Wien-Schwechat) – największy międzynarodowy port lotniczy Austrii, oddalony o 18 km na południowy wschód od Wiednia, w pobliżu miasta Schwechat. W 2023 obsłużył 29,5 mln pasażerów.
14 czerwca 2018 swoją bazę operacyjną otworzył Wizz Air.

## Linie lotnicze i połączenia
| Linia lotnicza        | Kierunek |
| --------------------- | --- |
| Aegean Airlines       | 1. Ateny |
| Aer Lingus            | 1. Dublin |
| Air Algerie           | 1. Algier |
| Air Albania           | 1. Tirana |
| Air Arabia            | 1. Szardża |
| airBaltic             | 1. Ryga |
| Air Cairo             | 1. Hurghada Sezonowo: 1. Marsa Alam |
| Air Canada            | 1. Toronto-Pearson |
| Air China             | 1. Pekin |
| Air France            | 1. Paryż-Charles de Gaulle |
| Air India             | 1. Delhi |
| Air Serbia            | 1. Belgrad |
| AJet                  | 1. Ankara 2. Stambuł-Sabiha Gökçen |
| All Nippon Airways    | 1. Tokio-Haneda |
| Arkia                 | 1. Tel Awiw |
| Austrian Airlines     | 1. Amman 2. Amsterdam 3. Ateny 4. Bangkok-Suvarnabhumi 5. Barcelona 6. / Bazylea/Miluza 7. Belgrad 8. Berlin 9. Birmingham 10. Bolonia 11. Boston 12. Brema 13. Bruksela 14. Budapeszt 15. Bukareszt-Otopeni 16. Kair 17. Chicago-O’Hare 18. Kiszyniów 19. Kolonia/Bonn 20. Kopenhaga 21. Düsseldorf 22. Erywań 23. Irbil 24. Frankfurt 25. Genewa 26. Gran Canaria 27. Graz 28. Hamburg 29. Hanower 30. Innsbruck 31. Jassy 32. Klagenfurt 33. Koszyce 34. Kraków 35. Larnaka 36. Lipsk 37. Londyn-Heathrow 38. Lyon 39. Malaga 40. Manchester 41. Marrakesz 42. Mediolan-Linate (od 26 października 2025) 43. Mediolan-Malpensa (do 26 października 2025) 44. Montreal-Trudeau 45. Monachium 46. Newark 47. Neapol 48. Norymberga 49. Nowy Jork-JFK 50. Nicea 51. Oslo-Gardermoen 52. Palma de Mallorca 53. Paryż-Charles de Gaulle 54. Podgorica 55. Praga 56. Prisztina 57. Rzym-Fiumicino 58. Saloniki 59. Sarajewo 60. Skopje 61. Sofia 62. Stuttgart 63. Sybin 64. Szanghaj-Pudong 65. Sztokholm-Arlanda 66. Tbilisi 67. Teheran 68. Tel Awiw (zawieszone) 69. Teneryfa-Południe 70. Tirana 71. Warna 72. Warszawa-Chopin 73. Waszyngton-Dulles 74. Wenecja-Marco Polo 75. Wilno 76. Zagrzeb 77. Zurych Sezonowo: 1. Antalya 2. Bari 3. Billund 4. Brindisi 5. Burgas (wznowione 19 czerwca 2025) 6. Cagliari 7. Cancún 8. Katania 9. Chania 10. Edynburg 11. Korfu 12. Dalaman 13. Dubrownik 14. Florencja 15. Fuerteventura 16. Madera 17. Göteborg 18. Harstad/Narwik (od 30 maja 2025) 19. Heraklion 20. Ibiza 21. Ivalo 22. Kalamata 23. Karpathos 24. Kawala 25. Kefalonia 26. Kittilä 27. Kos 28. Lamezia Terme 29. Lemnos 30. Los Angeles 31. Male 32. Marsylia 33. Mauritius 34. Menorka 35. Mykonos 36. Olbia 37. Palermo 38. Patras 39. Porto 40. Preweza 41. Reykjavík-Keflavík 42. Rodos 43. Rovaniemi 44. Samos 45. Santorini 46. Sewilla 47. Skiathos 48. Split 49. Tivat 50. Tokio-Narita 51. Tromsø 52. Walencja 53. Westerland (od 28 czerwca 2025) 54. Wolos 55. Zadar 56. Zakintos Sezonowe czartery: 1. Hurghada 2. Marsa Alam 3. Monastyr |
| Azerbaijan Airlines   | 1. Baku |
| Bluebird Airways      | 1. Tel Awiw |
| British Airways       | 1. Londyn-Heathrow |
| Brussels Airlines     | 1. Bruksela |
| China Airlines        | 1. Tajpej |
| Condor                | 1. Frankfurt |
| Corendon Airlines     | Sezonowo: 1. Antalya 2. Heraklion 3. Hurghada 4. Izmir |
| Croatia Airlines      | 1. Zagrzeb Sezonowo: 1. Split |
| EasyJet               | 1. Mediolan-Linate |
| EgyptAir              | 1. Kair |
| El Al                 | 1. Tel Awiw |
| Emirates              | 1. Dubaj |
| Ethiopian Airlines    | 1. Addis Abeba 2. Kopenhaga |
| Etihad Airways        | 1. Abu Zabi |
| Eurowings             | 1. Düsseldorf 2. Hamburg 3. Kolonia/Bonn 4. Stuttgart |
| EVA Air               | 1. Bangkok-Suvarnabhumi 2. Tajpej |
| Finnair               | 1. Helsinki |
| Flynas                | Sezonowo: 1. Rijad |
| Georgian Airways      | 1. Tbilisi |
| Hainan Airlines       | 1. Chengdu-Tianfu 2. Shenzhen |
| Iberia                | 1. Madryt |
| Jet2.com              | Sezonowo: 1. Birmingham 2. Leeds/Bradford 3. Manchester 4. Newcastle |
| KLM                   | 1. Amsterdam |
| KM Malta Airlines     | 1. Malta |
| Korean Air            | 1. Seul-Inczon |
| Kuwait Airways        | Sezonowo: 1. Kuwejt |
| LOT                   | 1. Warszawa-Chopin |
| Lufthansa             | 1. Frankfurt 2. Monachium |
| Luxair                | 1. Luksemburg |
| Norwegian Air Shuttle | 1. Oslo-Gardermoen |
| Nouvelair             | Sezonowo: 1. Dżerba 2. Monastyr |
| Pegasus Airlines      | 1. Ankara 2. Stambuł-Sabiha Gökçen Sezonowo: 1. Antalya 2. Izmir 3. Kayseri |
| People's Viennaline   | 1. Sankt Gallen |
| Qatar Airways         | 1. Doha |
| Ryanair               | 1. Alicante 2. Amman 3. Ateny 4. Banja Luka 5. Barcelona 6. Bari 7. Billund 8. Bolonia 9. Bukareszt 10. Bruksela-Charleroi 11. Dublin 12. Edynburg 13. Eindhoven 14. Faro 15. Fuerteventura 16. Göteborg 17. Gran Canaria 18. Helsinki 19. Katania 20. Kraków 21. Kolonia 22. Kopenhaga 23. Larnaka 24. Lizbona 25. Londyn-Stansted 26. Madryt 27. Malaga 28. Malta 29. Manchester 30. Marsylia 31. Mediolan-Bergamo 32. Mediolan-Malpensa 33. Neapol 34. Nisz 35. Palma de Mallorca 36. Paryż-Beauvais 37. Pafos 38. Porto 39. Ryga 40. Rzym-Fiumicino 41. Saloniki 42. Santander 43. Sewilla 44. Sofia 45. Sztokholm-Arlanda 46. Tallinn 47. Tel Awiw 48. Teneryfa-Południe 49. Treviso 50. Walencja 51. Warna 52. Warszawa-Chopin 53. Warszawa-Modlin 54. Wenecja 55. Wilno Sezonowo: 1. Akaba 2. Burgas 3. Cagliari 4. Chania 5. Dubrownik 6. Heraklion 7. Ibiza 8. Kalamata 9. Kefalonia 10. Korfu 11. Kos 12. Lamezia Terme 13. Lanzarote 14. Mykonos 15. Palermo 16. Perugia 17. Preweza 18. Pula 19. Rimini 20. Rodos 21. Santorini 22. Skiathos 23. Zadar 24. Zakintos |
| Saudia                | 1. Dżudda Sezonowo: 1. Rijad |
| SAS                   | 1. Kopenhaga (od 26 października 2025) |
| Scoot                 | 1. Singapur |
| SkyExpress            | 1. Ateny |
| Smartwings            | Sezonowo: 1. Dubaj Sezonowe czartery: 1. Sal |
| SunExpress            | 1. Antalya 2. Izmir Sezonowo: 1. Ankara 2. Diyarbakır 3. Kayseri 4. Samsun |
| SWISS                 | 1. Genewa 2. Zurych |
| TAP Portugal          | 1. Lizbona |
| Transavia             | 1. Paryż-Orly |
| Tunisair              | 1. Tunis |
| Turkish Airlines      | 1. Stambuł Sezonowo: 1. Gaziantep 2. Kayseri 3. Samsun |
| Volotea               | 1. Nantes |
| Vueling               | 1. Barcelona |
| Wizz Air              | 1. Barcelona 2. Bilbao 3. Dammam 4. Dżudda 5. Erywań 6. Kluż-Napoka 7. Kutaisi 8. Kuwejt 9. Larnaka 10. Londyn-Gatwick 11. Malaga 12. Neapol 13. Nicea 14. Nisz 15. Ochryda 16. Podgorica 17. Prisztina 18. Reykjavík-Keflavík 19. Rijad 20. Rzym-Fiumicino 21. Tel Awiw 22. Teneryfa-Południe 23. Tirana 24. Tuzla Sezonowo: 1. Abu Zabi 2. Amman 3. Burgas 4. Chania 5. Dubaj 6. Dubrownik 7. Ejlat 8. Hurghada 9. Korfu 10. Szarm el-Szejk 11. Split 12. Zakintos |

### Cargo
| Linia lotnicza         | Kierunek                                                                                                  |
| ---------------------- | --- |
| Asiana Cargo           | 1. Mediolan-Malpensa 2. Seul-Inczon                                                                       |
| Cargolux               | 1. Baku 2. Hongkong 3. Luksemburg                                                                         |
| DHL Aviation           | 1. Lipsk                                                                                                  |
| Korean Air Cargo       | 1. Delhi 2. Frankfurt 3. Hanoi 4. Madryt 5. Mediolan-Malpensa 6. Oslo-Gardermoen 7. Seul-Inczon 8. Zurych |
| Qatar Airways Cargo    | 1. Doha                                                                                                   |
| Silk Way Airlines      | 1. Baku 2. Frankfurt-Hahn 3. Mediolan-Malpensa 4. Stambuł                                                 |
| Turkish Airlines Cargo | 1. Stambuł                                                                                                |
| UPS Airlines           | 1. Budapeszt 2. Kolonia/Bonn                                                                              |